# Парк-музей кам'яних баб (Луганськ)
Парк-музе́й антропомо́рфних стел і полове́цьких кам'яни́х ста́туй — музей просто неба, один з найбільших на пострадянському просторі язичницьких парків-музеїв. Розташований на території Луганського національного університету імені Тараса Шевченка.
Складається з колекцій антропоморфних стел катакомбної культури XXV—XX століття до н. е. (6 екз.) і пам'яток сакрального мистецтва половців XI-ХІІІ століття (62 екз.).

## Історичний огляд

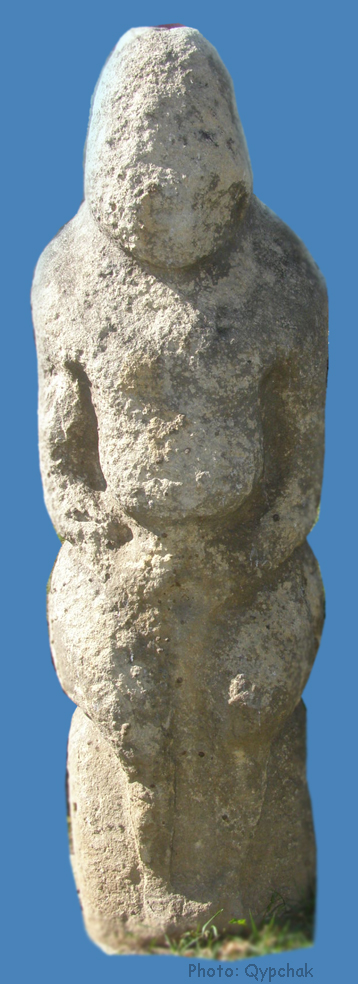
Ідол, привезений у 1969 році із с. Кам'янки Лутугинського району

Парк кам'яних скульптур

Колекція антропоморфних стел і половецьких баб

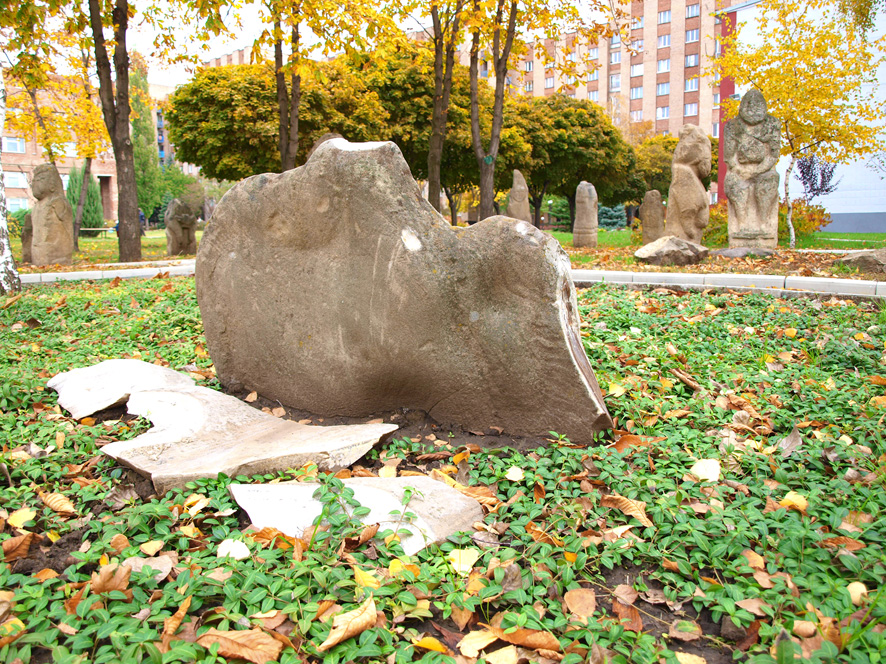
Антропоморфна стела катакомбної культури

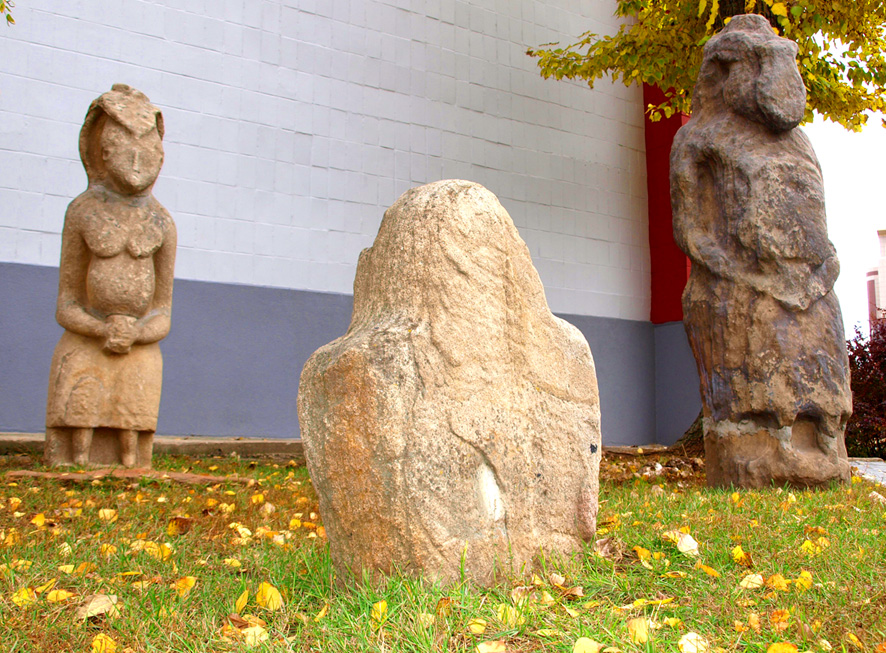
Антропоморфна стела і половецькі баби

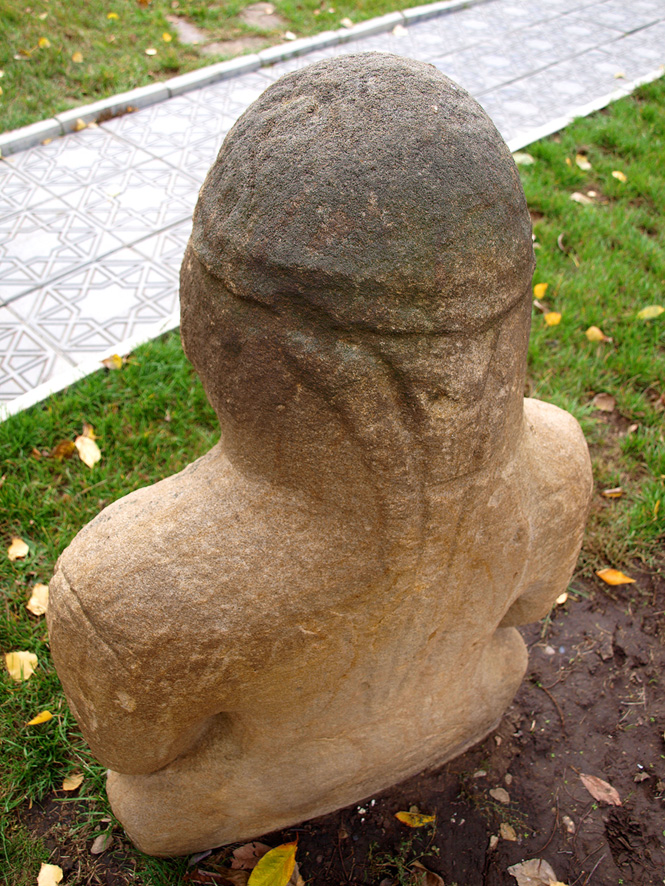
Половець із шоломом і косою

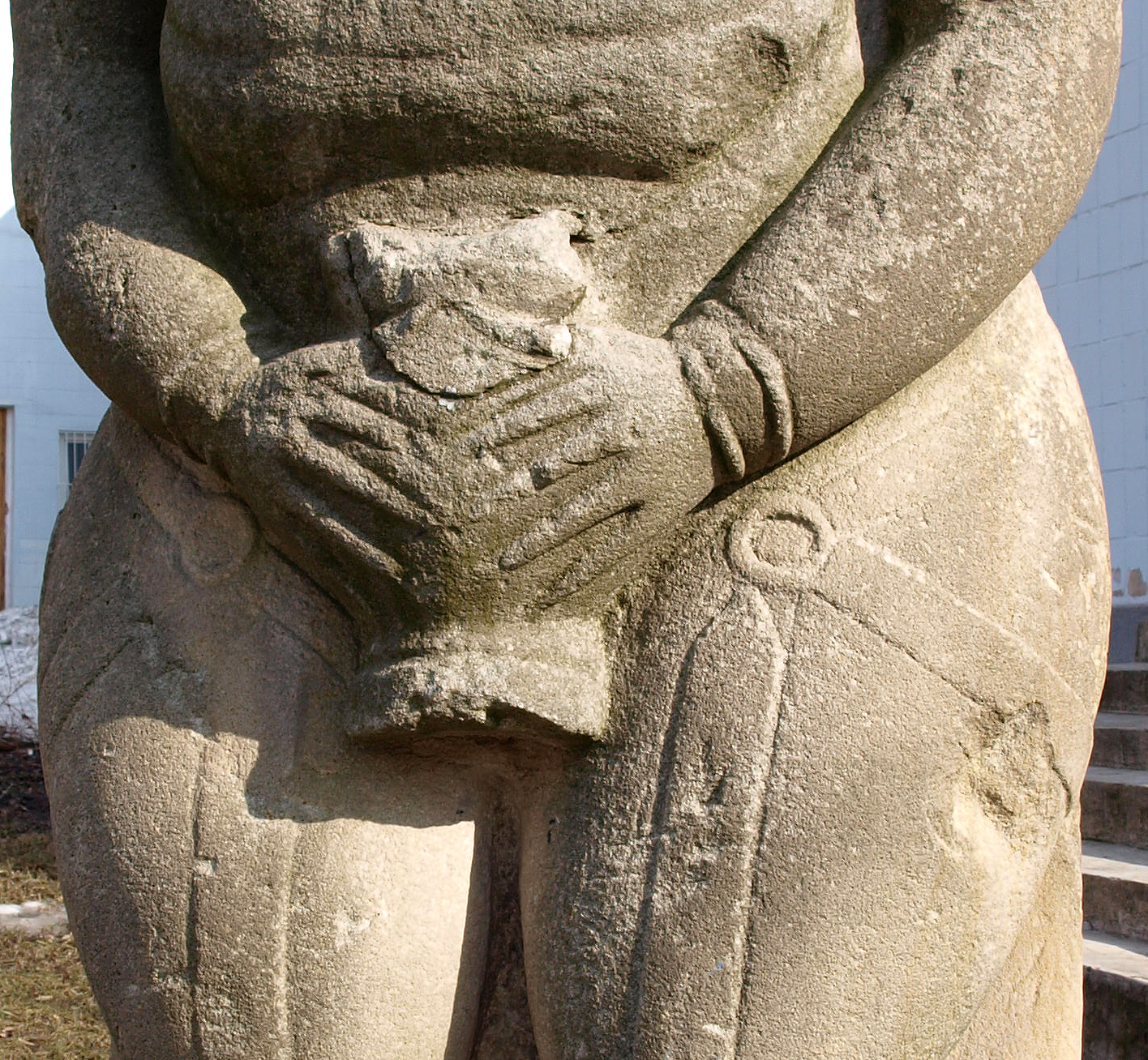
Кубок – один з важливих елементів половецьких баб

Протягом століть кількість половецьких балбалів постійно зменшувалась. Першу хвилю знищень принесли татаро-монголи. Мусульмани або трощили скульптуру на друзки, або, якщо камінь був міцний, відбивали голову і боввана закопували у землю. Руйнуючи половецький культ, загарбники повністю підкорювали завойований ним народ.
Період XVIII–XX століття приніс другу хвилю масового знищення половецьких ідолів. Іноді їх звозили у панські маєтки. Решта використовувалась для господарчих і будівельних потреб.
Однак поступово ентузіасти, краєзнавці і науковці встають на захист історичних пам'яток. З'являються перші колекції половецьких статуй у заповіднику Асканія-Нова, Катеринославі та інших місцях.
Перший перепис половецьких баб був проведений згідно з циркуляром МВС Російської імперії 23 грудня 1843 року. До переліку було внесено 645 бовванів переважно з півдня України.
У 1903-1905 роках Московським археологічним товариством був проведений другий опис баб. За відомостями П. Уварової, було виявлено 1113 статуй.
За даними С. Плетньової, в Катеринославській губернії було зафіксовано 428 бовванів, у Таврійській — понад 200. Дмитро Багалій стверджував, що у Харківській губернії на облік було поставлено 140 статуй.
1972 року їх кількість зменшилась до 644 екземплярів. Однак у наступні роки археологи почали фіксувати нові знахідки.

### Кількість бовванів у Луганській області
У Луганській області зберігалось 114 бовванів, з них у:
- Луганську — 74, у тому числі 68 — у парку-музеї, 2 — в археологічному музеї педагогічного університету, 4 — в обласному краєзнавчому музеї;
- Свердловському міському музеї — 17;
- сільському музеї Смолянинового — 4;
- Первомайському міському музеї — 3;
- Антрацитівському музеї — 2;
- Лисичанському музеї — 2.

Решта скульптур зникла, зокрема зі Старобільська, Антрацита і Ровеньків.

### Місце виявлення кам'яних ідолів, представлених у Парку
| Місце виявлення кам'яних статуй, які зберігаються у парку | Райони скупчення половецьких скульптур |
| --- | -------------------------------------- |
| Антропоморфні стели катакомбної культури: - Свердловський район — 2; - Станично-Луганський район — 4. Половецькі кам'яні статуї: - Антрацитівський район — 13; - Брянка — 1; - Біловодський район — 1; - Кіровськ — 1; - Краснодонський район — 6; - Лутугинський район — 3; - Новоайдарський район — 1; - Перевальський район — 5; - Попаснянський район — 7; - Ровеньки — 2; - Ростовська область — 2; - Слов'яносербський район — 6; - Свердловський район — 11; - Стаханов — 1; - відомості втрачені — 2. |                                        |

## Опис луганського парка-музею
Одним із засновників парку-музею є Костянтин Красильников, завідувач Луганським відділенням Східноукраїнського філіалу Інституту археології НАН України.
Одну з перших статуй привезли у 1969 році із села Кам'янка Лутугинського району.
Спочатку парк задумали розпланувати у подвір'ї педагогічного інституту навколо штучного кургану, засіяного ковилою. Тепер на цьому місці зведений третій корпус. Для колекції було виділено місце біля спортзалу.
За кількістю бовванів луганська колекція поступається лише дніпропетровській.

### Типи кам'яних статуй
У парку-музеї представлені найхарактерніші типи кам'яних статуй, які дають змогу прослідкувати художній розвиток тюркського каменерізного мистецтва:
- Антропоморфні фігури із спеціально підібраних подовжених каменів.
- Зображення чоловіків з вусами і невеликою бородою.
- Зображення чоловіків переважно без шапок, іноді з однією або декількома косами до поясу. На деяких фігурах одне або обидва вуха прикрашено сережками, зрідка на шиї гривна або намисто.
- Зображення чоловіків одягненими в каптан з трикутними одворотами і вузькими рукавами. У талії — пояс з набором прикрас, пряжок і бляшок. Рідше просторий одяг з широкими рукавами без поясу і зброї.
- Фігури жінки із підкресленими дітородними органами.
- Кам'яні баби із посудинами, які тримають у правій руці або в обох руках. Форми посудин різноманітні: кубки, чаші, циліндричні судини.

### Парк як «Диво Луганщини»
У лютому 2010 року місцевий телеканал ЛОТ започаткував проект «Дива Луганщини», фіналістами якого стали 12 об'єктів області. З великим відривом голосів переміг Парк-музей кам'яних статуй.

## Галерея

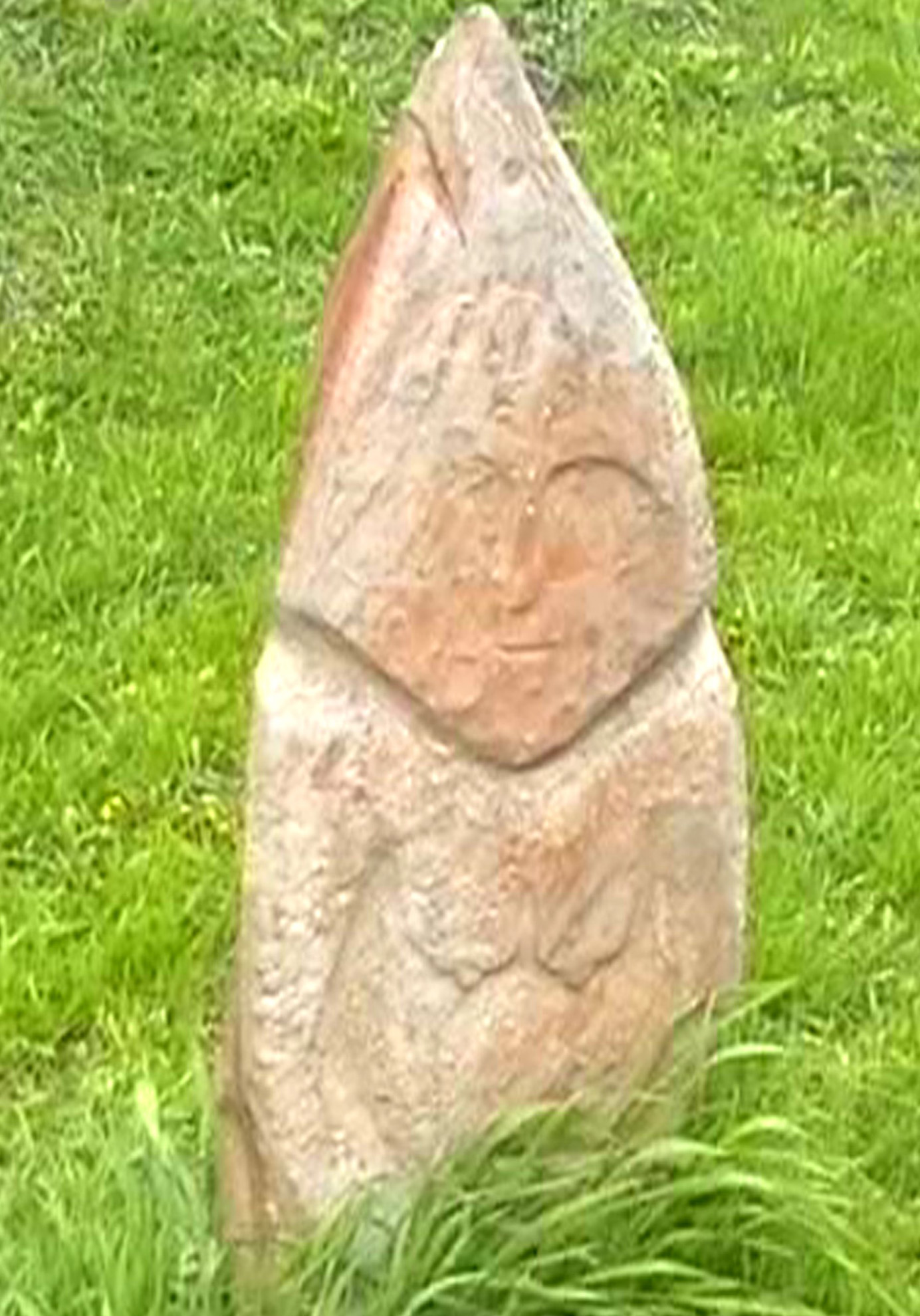
Половецький балбал ХІ ст. із с. Зимовники Свердловського району
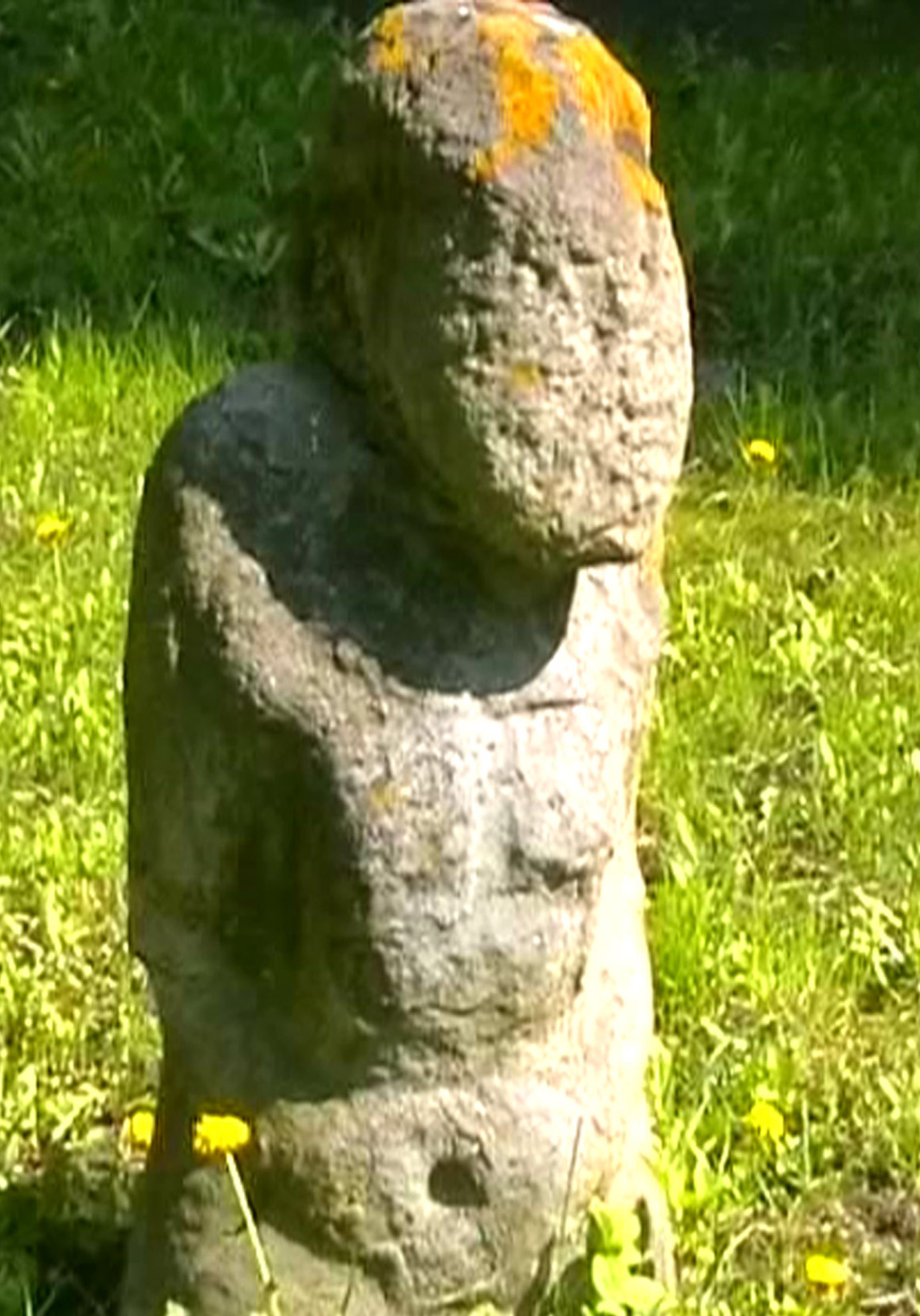
Кипчацький бовван
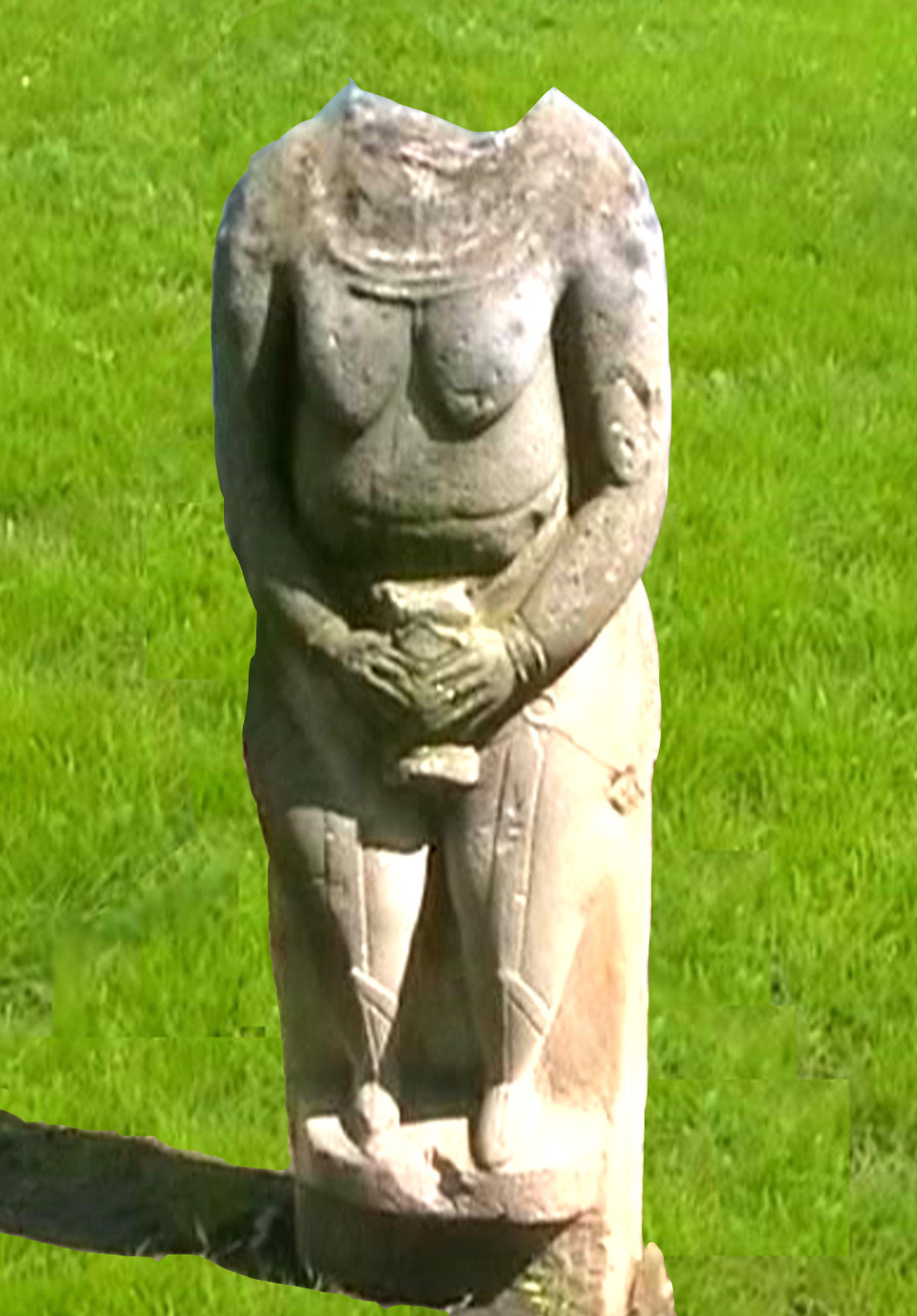
Половецька баба із Новотошковки Слов’яносербського району
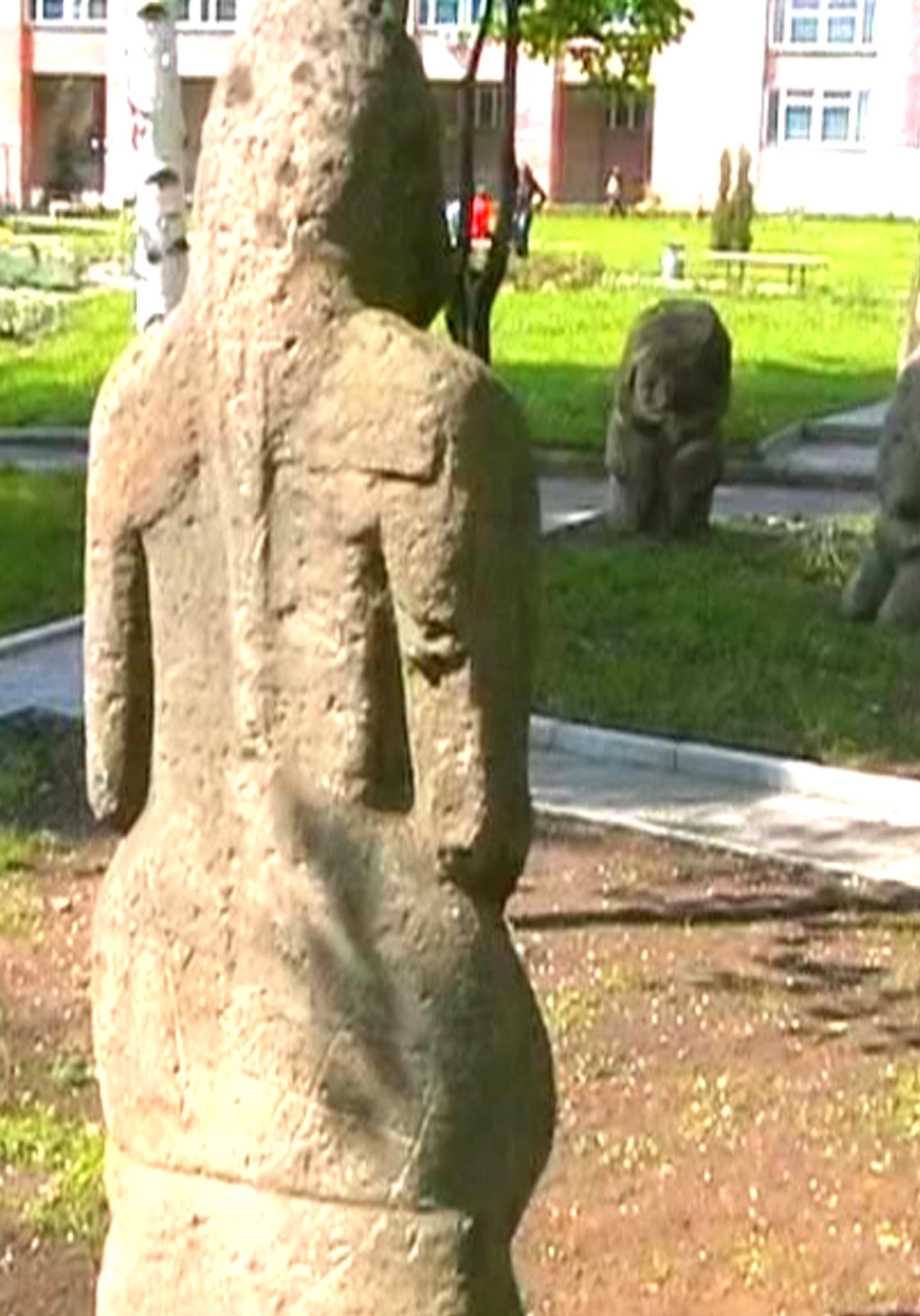
Половець із косою (із с. Іванівка Антрацитівського району)